# Eutropis bontocensis
Eutropis bontocensis är en ödleart som beskrevs av  Taylor 1923. Eutropis bontocensis ingår i släktet Eutropis och familjen skinkar. IUCN kategoriserar arten globalt som livskraftig. Inga underarter finns listade i Catalogue of Life.